# Xanthopimpla magnimacula
Xanthopimpla magnimacula är en stekelart som beskrevs av Wang 1992. Xanthopimpla magnimacula ingår i släktet Xanthopimpla och familjen brokparasitsteklar. Inga underarter finns listade i Catalogue of Life.